# Ponte Vecchio
Ponte Vecchio (italiensk gamle bro er en middelalderlig stenbro, der går over floden Arno i Firenze, Italien. Det er berømt for stadig at have en lang række bygninger og butikker bygget henover broen, hvilket tidligere har været meget normalt. Oprindeligt
var det slagtere, der holdt til i butikkerne, men i dag er der juvelerer, kunsthandlere og souvenirbutikker, der holder til på Ponte Vecchio. De to nabobroer er Ponte Santa Trinita og Ponte alle Grazie.
Broen forbinder Via Por Santa Maria (Lungarno degli Acciaiuoli og Lungarno degli Archibusieri) til Via de' Guicciardini (Borgo San Jacopo og Via de' Bardi).
Ponte Vecchio fik sit navn, da det var den ældste i byen, da man opførte Ponte alla Carraia, der først blev kaldt italiensk: Ponte Nuovo. Udover den historiske værdi har broen spillet en central rolle i byens vejnet, hvilket startede, da den forbandt den romerske Florentia med Via Cassia Nova da den blev bestilt af kejser Hadrian i år 123.
Modsat alle andre broer i byen blev Ponte Vecchio ikke ødelagt under anden verdenskrig. Angiveligt på direkte ordre fra Hitler.
I moderne tid er broen i høj grad præget af fodgængere, hvor mange turister besøger den grundet dens historie og maleriske udseende. Den forbinder Piazza del Duomo, Piazza della Signoria på den ene side med området Palazzo Pitti og Santo Spirito i Oltrarno.
Broen optræder på en liste fra 1901 udarbejdet af General Directorate of Antiquities and Fine Arts, hvor den er beskrevet som en monumental bygning, der betragtes som national kunstnerisk arv.